# 福尔米尼
福尔米尼（法語：Formigny，法語發音：[fɔʁmiɲi] ⓘ）是法国诺曼底大区卡尔瓦多斯省的一个旧市镇，属于巴约区。2017年，福尔米尼与临近的3个市镇合并为新市镇福尔米尼拉巴塔耶，福尔米尼为新市镇行政中心。

## 地理
福尔米尼（49°20'12"N, 0°53'56"W）面积10.86 平方千米，位于法国诺曼底大区卡爾瓦多斯省，该省份为法国西北部沿海省份，北濒大西洋英吉利海峡，东北与滨海塞纳省以海上边界相接，东临厄尔省，南至奧恩省，西与芒什省接壤。
与福尔米尼接壤的市镇（或旧市镇、城区）包括：艾涅维尔、贝桑地区阿涅尔、滨海科勒维尔、卢维耶尔、贝桑地区芒德维尔、滨海圣洛朗、叙兰、特雷维耶尔、滨海维耶维尔。

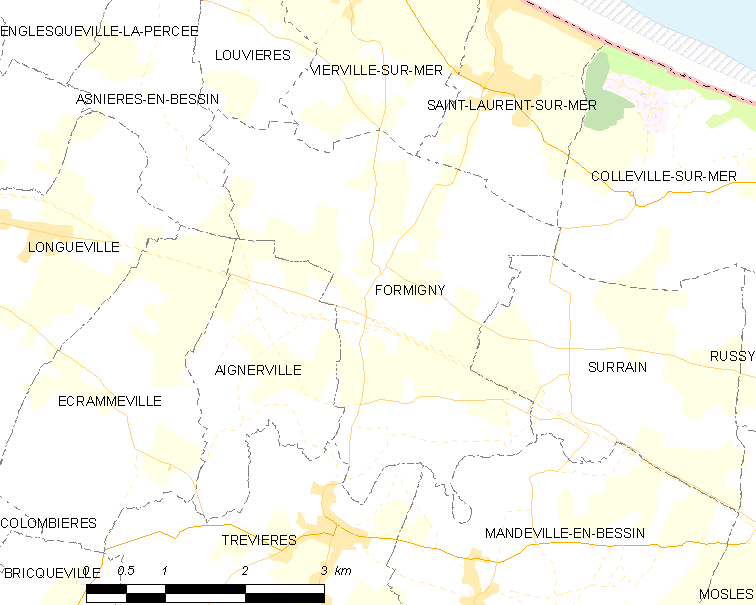
福尔米尼的OSM定位图

福尔米尼的时区为UTC+01:00、UTC+02:00（夏令时）。

## 行政
福尔米尼的邮政编码为14710，INSEE市镇编码为14281。

## 政治
福尔米尼所属的省级选区为特雷维耶尔县。

## 人口

1962-2008年间福尔米尼人口变化图示

福尔米尼于2018年1月1日时的人口数量为252人。